# Зизаний, Стефан Иванович
Стефан Иванович Зизаний (иначе Стефан Тустановский, настоящая фамилия — Куколь; монашеское имя — Сильвестр; 1550—1634) — западнорусский православный писатель-полемист, церковный проповедник конца XVI — начала XVII веков, дидаскал Виленской братской школы, проповедник против унии и римской церкви, защитник Православия; брат Лаврентия Зизания.

## Биография

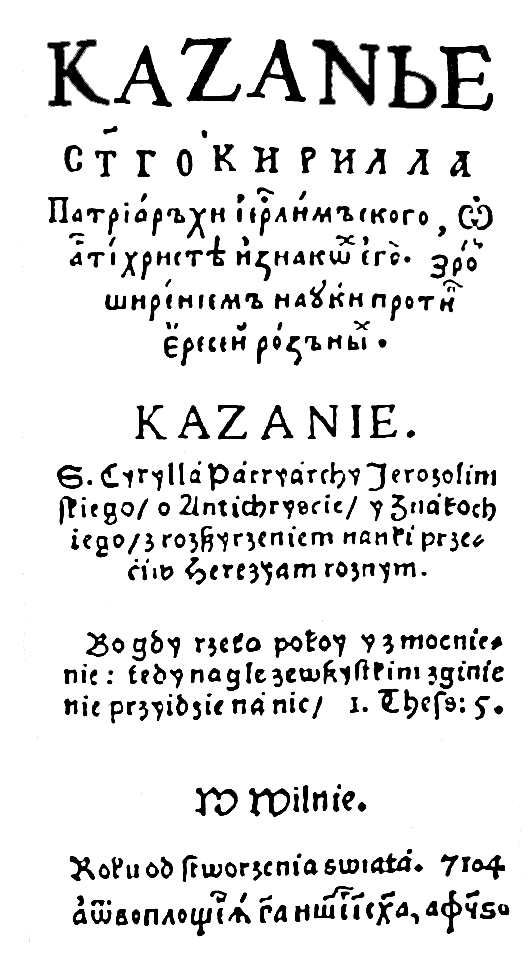
Казанье, 1596 год

Родился в городке Потелич Белзского воеводства в мещанской семье. С 1586 года — учитель Львовской братской школы, позже стал её ректором, с 1593 — дидаскал в Вильне.
Сначала беспрепятственно занимался учением и проповедовал, но в 1595 подвергся немилости и запретам со стороны митрополита киевского Михаила Рогозы, сторонника унии, за издание книги под названием: «Книжица на римский костел» (1595). Зизаний протестовал и был заключен в темницу, откуда бежал по дымовой трубе. Православный собор 1596 оправдал Зизания и осудил отступника митрополита Михаила. После смерти митрополита Зизаний опять становится учителем Виленской школы.
Его учёные труды, кроме вышеназванной книги: «Изложение веры», «Казанье святого Кирилла об антихристе и знаках его, с расширением науки против ересей розных» (изданное в Вильне на западнорусском и польском языках) и неизданное сочинение «Защита православия от папизма» (Синодальная рукопись № 274), «Малый Катехизис» (не сохранился) и другие произведения позволяют сделать вывод о его приверженности реформационным идеям. В частности, он отстаивал принцип соборности, который предусматривал выборность клира верующими мирянами и контроль за его деятельностью. Отрицательно относился к светской власти Польши и католической церкви за их социальные, религиозные и национальные притеснения народа. В отличие от православного и католического понимания сущности и соотношения трех божественных ипостасей, Зизаний считал их не только равными, но и отдельными. Ввиду убеждённости в единство души и тела отрицал тезисы о посмертном блаженстве души и особой близости к Богу душ святых как противоречащие, по его мнению, основному тезису Православия о Втором пришествии Христа и телесном воскрешении.
Погиб в Яссах во время паломничества.